# Струффоли
Струффоли (итал. struffoli; неап. struffule) — неаполитанское блюдо из обжаренных во фритюре шариков из сладкого теста. Тесто этого типа используется во многих итальянских сладостях, таких как чиаккьера (chiacchiere). Для струффоли тесто формируется в шарики размером с бусины. Хрустящие снаружи и легкие внутри, струффоли смешивают с мёдом и другими сладкими ингредиентами, а затем выкладывают шарики на блюдо, формируя из них холмики или кольца.
Есть много разных способов ароматизации струффоли, но традиционный способ — смешать их с мёдом, с diavulilli (разноцветная присыпка), корицей и апельсиновой цедрой. Названия десерта варьируются в зависимости от региона: в Калабрии он также известен как scalilli, в Абруццо — как cicerchiata. Их часто подают на Рождество. Обычно этот десерт подают холодным, однако иногда и в горячем виде.

## История
Десерт известен со времён античности. Подобное блюдо описал Архестрат, греческий поэт из Гелы на Сицилии. Оно называлось энкрис (греч. Ἐγκρίς) — шарик из теста, обжаренный в оливковом масле, о котором он подробно рассказывает в своей «Гастрономии»; работа в настоящее время утрачена, но частично сохранилась в работе Deipnosophists Афинея, в которой энкрис упоминается тринадцать раз, в различных формах. Наиболее полное описание блюда в Deipnosophists — это отрывок, который гласит:
Есть также торты, называемые ἐγκρίδες. Это лепешки, сваренные в масле, а затем приправленные медом; и они упомянуты Стесихором в следующих строках:
Крупы и энкриды,
И другие лепешки, и свежий сладкий мед.
Название струффоли происходит от греческого слова strongoulos, что означает округлый